# Charles de Quellenec
Charles de Quellenec (auch Quelennec, * 1548; † 24. August 1572 in Paris), Baron du Pont et de Rostrenen, Vicomte du Fou etc., war ein französischer protestantischer Adliger und Militär. Bekannt ist er unter dem Namen Soubise als erster Ehemann Catherine de Parthenays und dem aus dem Nichtvollzug dieser Ehe resultierenden Scheidungsprozess, der skandalös hätte werden können, wenn die Massaker der Bartholomäusnacht ihn nicht gestoppt hätten.

## Leben
Charles de Quellenec ist der Sohn von Jean IV. de Quellenec, Seigneur de Quintin, Baron du Pont et de Rostrenen, Vicomte du Fou et de Coëtmur, Sire de Quellenec etc., und Jeanne de Maure (Tochter von François, Comte de Maure, und Hélène de Rohan). Am 20. Juni 1568 heiratete er die 14-jährige Catherine de Parthenay, einzige und Erbtochter von Jean V. de Parthenay, Seigneur de Soubise († 1566), und Antoinette Bouchard d’Aubeterre, und führte seitdem den Namen Soubise.

### Hugenottenkriege
Im Zweiten Hugenottenkrieg (1567/68) hatte Charles de Quellenec sich dem protestantischen Adel des Poitou angeschlossen, um den Prince de Condé zu unterstützen. Als er kurz nach seiner Hochzeit von der Flucht des Prinzen erfuhr (die Katholiken hatten am 29. Juli 1568 versucht, Condé im Schloss Noyers und den Admiral Coligny im Schloss Tanlay gefangenzunehmen), eilte er ihm mit einem kleinen Truppenkontingent entgegen, und begleitete ihn bis nach La Rochelle. Er diente ihm auch im Dritten Hugenottenkrieg, der im Herbst ausbrach, und kämpfte am 13. März 1569 in der Schlacht bei Jarnac, in der er in Gefangenschaft geriet, aber entkommen konnte. Am 25. Juni 1569 kämpfte er in der Schlacht bei La Roche-Abeille, später bei Port-de-Piles. Als Coligny in den Süden zog, wurde Soubise La Noue unterstellt, für den er bis zur Belagerung von Fontenay-le-Comte kämpfte; als La Noue hier schwer verletzt nach La Rochelle gebracht werden musste, überließ er ihm die Fortsetzung des Angriffs, die zur Kapitulation dessen Ortes am 24. Juni 1570 führte. Soubise übertrug einem seiner Offiziere das Kommando über den Ort und führte seine erschöpften Truppen nach La Rochelle zurück. Er folgte La Noue noch zur Einnahme mehrerer Orte in der Region und zum Angriff auf Saintes, wo er am Kiefer verwundet wurde, bevor am 8. August 1570 mit dem Frieden von Saint-Germain der Krieg zu Ende ging.

## Scheidungsprozess
Als Antoinette d’Aubeterre von dem unter der Dienerschaft kursierenden Gerücht erfuhr, dass Soubise impotent (in der zeitgenössischen Diktion: „nur zur Hälfte ein Mann“) sei, bedrängte sie ihre Tochter mit diesbezüglichen Fragen, bis diese gestand, dass die Ehe bislang nicht vollzogen sei. Die Mutter wurde dazu von Théodore de Bèze und Jeanne d’Albret, Königin von Navarra, informiert, dass dies ein Grund für die Auflösung der Ehe ihrer Tochter sei. Quellenec versprach zwar der Königin, dass er seine ehelichen Pflichten erfüllen werde, ordnete aber auch an, dass seine Frau ihm in sein Schloss in der Basse-Bretagne zu folgen habe.
Am 6. September 1570, kurz vor der Abreise, schrieb sie einen Brief an ihre Mutter: „Ich, Catherine de Parthenay, bestätige allen, die es angeht, dass ich dem Willen und der Kraft von Herrn du Pont nicht widerstehen kann und gezwungen bin, ihm zu meinem größten Bedauern und Missfallen aus den folgenden Gründen zu folgen: Er zwingt mich nämlich, Madame de Soubise, meine Mutter, zu verlassen, die an diesem Ort schwer krank ist, und der ich, wie ich nach göttlichem und menschlichem Recht dazu verpflichtet bin, alle Hilfe und Dienste zukommen lassen möchte. Hinzufügend, dass ich mein Gewissen belastet fühle, glaubend und befürchtend, dass Gott sehr beleidigt wird, indem der genannte Herr bei mir bleibt und ich bei ihm, als ob er mein Ehemann und Gatte wäre, was er nicht ist, zumal, obwohl es zwei Jahre und mehr her ist, dass wir durch einen Ehevertrag miteinander verbunden sind, wenn es nichts davon gegeben hat; und ich bin in demselben Zustand, in dem ich am Vorabend meiner Hochzeit war und von meiner Geburt an immer war. Was ich schriftlich und eigenhändig unterschrieben bei meiner Mutter hinterlassen wollte, damit ich es zu gegebener Zeit und an gegebener Stelle verwenden kann, wobei ich vor Gott und den Engeln bezeuge, dass es die reine Wahrheit ist. Geschehen zu La Rochelle, diesen 6. September 1570. Gezeichnet: Catherine de Parthenay.“
Catherine de Parthenay gelang es, aus der Bretagne heraus einen regen Briefwechsel zu führen, der aus dem Schloss und in das Schloss geschmuggelt werden musste; ihre Briefe waren mit unsichtbarer Tinte aus Zitrussaft und in griechischer und lateinischer Sprache geschrieben und richteten sich u. a. an ihre Mutter und ihren ehemaligen Hauslehrer François Viète. Antoinette d’Aubeterre wandte sich an den Herzog von Anjou und dessen Mutter Caterina de’ Medici, die sich aber auf die Seite Quellenecs stellten, schließlich an König Karl IX. selbst. Der Fall wurde vor den Grand Conseil gebracht und am 11. September 1571 verhandelt.

## Bartholomäusnacht
Das Ende des Prozesses stand kurz bevor, als am 17. August 1572 in Paris die Hochzeit von Heinrich von Navarra und Margarete von Valois stattfand, an der auch Charles de Quellenec teilnahm. Während der Feierlichkeiten kam es in der Nacht vom 23. auf den 24. August, der Bartholomäusnacht, auf Befehl des Königs Karl IX. zu einem Pogrom an französischen Protestanten, dem alleine in Paris mehrere tausend Menschen zum Opfer fielen.
Der Schweizer Historiker Sismondi berichtet dazu: „Bei Tagesanbruch verließ der König von Navarra, der nichts gehört hatte, aber dennoch sehr besorgt war, das Zimmer seiner Frau und wurde sogleich, ebenso wie der Fürst von Condé, vom König in das Zimmer der Königinmutter gerufen; gleichzeitig nahm M. d’O, Feldmeister der Garde des Königs, die Rolle, in der alle Hugenotten aus dem Gefolge dieser beiden Prinzen, die im Louvre untergebracht waren, eingetragen waren, und rief sie beim Namen, um sie in den Hof hinunterzuführen; als sie ihn betraten, wurden sie von den Soldaten getötet. Pardaillan, Saint-Martin, Bources, Armand de Clermont de Piles, der durch die schöne Verteidigung von Saint-Jean-d’Angely berühmt wurde, Beaudiné, Puy Viaud, Berny, Quellenec, Baron du Pont, wurden auf diese Weise getötet. Nachdem die Soldaten diese Herren ausgezogen hatten, legten sie die nackten Leichen unter die Fenster des Palastes. Dann sah man, wie die Damen der Königin in den Hof hinuntergingen, um sie näher zu betrachten und den Prozess, der gegen den Baron du Pont wegen Impotenz anhängig war, selbst zu beurteilen.“
Catherine de Parthenay war im Alter von 18 Jahren Witwe, der Prozess zur Auflösung der Ehe konnte zu den Akten gelegt werden.